# Nicolaj Malko
Nicolaj Malko, född den 4 maj 1883 i Brailiv, Guvernementet Tjernigov, Kejsardömet Ryssland i nuvarande Ukraina,  död den 23 juni 1961 i Sydney, Australien, var en rysk dirigent.

## Biografi
Malko avslutade 1906 sina studier i historia och filologi vid Sankt Petersburgs universitet och fortsatte vid konservatoriet i Sankt Petersburg där han utexaminerades 1909 efter att ha studerat för bl. a. Rimskij-Korsakov, Glazunov och Ljadov. Han publicerade också artiklarna om musikkritik i den ryska pressen och uppträdde som pianist och senare också som dirigent. 
År 1909 blev han dirigent vid Mariinskijteatern och sex år senare, huvuddirigent där.
Från 1909 studerade Malko dirigering i München för Felix Mottl. År 1918 blev han chef för konservatoriet i Vitebsk och från 1921 undervisade han vid Moskvas konservatorium. Från 1921 till 1924 pendlade han mellan Vitebsk, Moskva, Kiev och Charkov, och gjorde framträdande i dessa städer. År 1925 blev han professor vid konservatoriet i Leningrad och blev dirigent för Leningrads filharmoniska orkester 1926. 
När Malko år 1929 blev inbjuden att uppträda i väst, lämnade han och hans fru Sovjetunionen, och kom inte tillbaka på trettio år, förrän en inbjudan, sanktionerad av den amerikanska administrationen, från sovjetiska kulturministeriet förde honom tillbaka till uppföranden i Moskva, Leningrad och Kiev. I väst, bodde Malko i Wien, Prag och i Köpenhamn, där han hjälpte till att etablera Danmarks Radios Symfoniorkester, med titeln ständig gästdirigent.
Efter utbrottet av andra världskriget bosatte sig Malko 1940 i USA, där han också undervisade i dirigering. Hans tankar om att genomföra tekniken samlades och publicerades i en volym med titeln, The Conductor and his Baton (1950); en handbok om dirigering som fortfarande är tillämpad i USA.
Malko gjorde många inspelningar för EMI i Köpenhamn och därefter med Philharmonia, i London. Han dirigerade också under flera perioder i Köpenhamn, Stockholm och Göteborg. År 1956 flyttade han till Sydney, Australien, för att överta posten som chefsdirigent för Sydney Symphony Orchestra efter Sir Eugene Goossens plötsliga avgång. Han stannade kvar i denna position fram till sin död i Sydney 1961.

## Hedersbetygelser
Malko var nationell Beskyddare av Delta Omicron, ett internationellt professionell musiksällskap.
År 1960, utnämndes han av kung Fredrik IX till riddare av Orden av Dannebrog.